# Mississippi Brilla
El Mississippi Brilla es un equipo de fútbol de los Estados Unidos que juega en la USL League Two, la cuarta liga de fútbol más importante del país.

## Historia
Fue fundado en el año 2006 en la ciudad de Jackson, Mississippi e ingresaron en la antiguamente conocida como USL Premier Development League en la temporada 2007, siendo el primer club del estado de Misisipi en jugar en la liga desde la desaparición de los Jackson Chargers en 1999. Su primer partido en la liga fue un empate 1-1 ante el New Orleans Shell Shockers ante 1,000 espectadores, los cuales vieron a James Gledhill anotar el primer gol en la historia del club.
Su primer triunfo en la liga fue un 1-0 ante el DFW Tornados en una temporada de debut en la que terminaron en la quinta posición. Posteriormente se convirtieron en uno de los clubes más fuertes de la división, la cual han ganado en tres ocasiones y participaron en la US Open Cup por primera vez en el año 2009.
El club está asociado con la Brilla Soccer Ministries, una especie de ministerio de deportes basado en el cristianismo y el nombre del club se refiere a un pasaje bíblico.

## Palmarés
- USL PDL Southeast Division: 3

2009, 2010, 2011

## Estadios
- Robert P. Longabaugh Field; Clinton, Mississippi (2007-2009)
- Harper Davis Stadium; Jackson, Mississippi (2007, 2010–2012)
- M&F Bank Stadium (Freedom Ridge Park); Ridgeland, Mississippi 2 juegos (2008-2009)
- Arrow Field de la Clinton High School; Clinton, Mississippi 3 juegos (2008-2010, 2013-)

## Entrenadores
- Dave Dixon (2007, 2009–2012)
- Steve DeCou (2008)
- Drew Courtney (2013-)

## Jugadores

### Jugadores destacados
| - Michael Azira - Kyle Clinton - Willie Hunt | - David Lilly - Debola Ogunseye - Lucas Paulini | - Kyle Segebart - Bryce Taylor |